# Хагос Гебрхівет
Хагос Гебрхівет (нар. 11 травня 1994, Тиграй, Ефіопія) — ефіопський легкоатлет, що спеціалізується на бігу на 5000 метрів, бронзовий призер Олімпійських ігор 2016 року.

## Кар'єра
| Рік  | Чемпіонат        | Місце проведення         | Місце | Результат |
| ---- | ---------------- | ------------------------ | ----- | --------- |
| 2013 | Чемпіонат світу  | Москва, Росія            | 2     | 13:27.26  |
| 2015 | Чемпіонат світу  | Пекін, Китай             | 3     | 13:51.86  |
| 2016 | Олімпійські ігри | Ріо-де-Жанейро, Бразилія | 3     | 13:04.35  |